# Trofeo Rafael Feliz
El Trofeo Rafael Feliz es una competición de waterpolo alevín celebrada en la localidad de Zaragoza. Es uno de los torneos que tiene más tradición dentro del calendario nacional. En 2011 participan un total de 32 equipos en un fin de semana. Desde el año 2002 compiten equipos nacionales, hasta ese año los equipos del torneo eran de Zaragoza.
Lo organiza la Escuela Waterpolo Zaragoza. 

## Palmarés
| N.º   | Año  | Primero               | Segundo               | Tercero           | Cuarto            | Máximo goleador                  | Mejor Portero                  |
| ----- | ---- | --------------------- | --------------------- | ----------------- | ----------------- | -------------------------------- | ------------------------------ |
| XXVII | 2012 | CN Barcelona          | CE Mediterrani        | CN Sant Andreu    | CN Granollers     | Daniel Blázquez (Moscardó)       | Adrià Morató (CN Barcelona)    |
| XXVI  | 2011 | CN Sant Andreu        | CN Molins de Rei      | CN Rubí           | CN Montjuïc       | Daniel Blázquez (Moscardó)       | Eric Hermosín (S. Andreu)      |
| XXV   | 2010 | CN Helios             | CN Rubí               | CN Montjuïc       | Selección Navarra | Ferrán Soriano (Rubí)            | Mikel León (Navarra)           |
| XXIV  | 2009 | CN Poble Nou          | CN Rubí               | CN Sant Andreu    | CW Sevilla        | Roger Tahull (Montjuic)          | Oscar García (Rubí)            |
| XXIII | 2008 | CN Sant Andreu        | CN Montjuïc           | Canoe             | CN Moscardó       | Antonio Manzano (S. Andreu)      | Víctor Expósito (Montjuic)     |
| XXII  | 2007 | CN Rubí               | CDW Turia             | Selección Navarra | EW Zaragoza       | Sergi Sampons (Rubí)             | Joshua Brisa (Rubí)            |
| XXI   | 2006 | CN Ondarreta Alcorcón | CN Rubí               | CNW Santoña       | CN Manresa        | Alejandro Estrada (Santoña)      | Álvaro Chico (Ondarreta)       |
| XX    | 2005 | CW Valencia           | CN Rubí               | CNW Santoña       |                   | Cristian Pagan (Rubí)            | Paula Fidalgo (Santoña)        |
| XIX   | 2004 | EW Zaragoza           | AR Concepción         | CN Rubí           |                   | Alex Ortiz (Rubí)                | Fernando Valdivieso (Valencia) |
| XVIII | 2003 | CN Rubí               | CN Ondarreta Alcorcón | EW Zaragoza       |                   | Víctor Gutiérrez (La Latina)     | Aarón Merino (Rubí)            |
| XVII  | 2002 | CN Moscardó           | EW Zaragoza           | CN Rubí           |                   | Samuel Trastengertz (Concepción) | Ignacio Martínez (Moscardó)    |